# Franziska Füchsl
Franziska Füchsl (* 1991 in Putzleinsdorf) ist eine österreichische Lyrikerin und Prosaautorin.

## Leben
Franziska Füchsl studierte Deutsche Philologie und Anglistik an der Universität Wien und anschließend Sprache und Gestalt an der Muthesius Kunsthochschule Kiel. Sie lebt in Wien und Kiel.
Zur Begründung der Verleihung des Deutschen Preises für Nature Writing schrieb die Jury: „Die Grenzlandprosa von Franziska Füchsl setzt entlang des Flusses Große Mühl und seiner Verzweigungen eine faszinierende Naturlandschaft in Szene, verschweigt aber auch nicht deren kulturelle Prägungen – und Verheerungen. Das an Bayern und Südböhmen grenzende Mühlviertel in Oberösterreich, die Herkunftsregion der Autorin, wird in diesem Erzählen Gegenstand einer Heimatkunde, welche die geologische Beschaffenheit des Gneis- und Granithochlands mit Feldspat, Quarz und Glimmer ebenso im Blick hat wie die lokalen Dialekte und die Grenzgeschichten der Region. […]“

## Publikationen
- rätsel in großer schrift, edition mosaik, 2018
- My Haarschwund, European Poetry Festival Series, 2020
- Tagwan, Ritter Verlag, 2020
- Die Straßen sind sichtbar, Ritter Verlag, 2023

## Auszeichnungen
- 2020 Literaturstipendium der Stadt Graz[2]
- 2020 Rotahorn-Förderpreis[3]
- 2020 Förderpreis zum Heimrad-Bäcker-Preis[4]
- 2023 Morgenstern-Preis des Landes Steiermarkt[5]
- 2024 Förderpreis für Literatur der Stadt Wien[6]
- 2025 Deutscher Preis für Nature Writing[7]